# Raynham (Carolina del Nord)
Raynham è un comune degli Stati Uniti d'America, situato in Carolina del Nord, nella contea di Robeson.